# مجلس ایالتی نوردراین-وستفالن
مجلس ایالتی نوردراین-وستفالن، (به آلمانی: Landtag Nordrhein-Westfalen) پارلمان ایالتی (Landtag) ایالت فدرال نوردراین-وستفالن در کشور آلمان است که در پایتخت این ایالت در شهر دوسلدورف، در بخش شرقی ناحیه دووسلدورف - هافن تشکیل جلسه می‌دهد. این مجلس، نهاد قانونگذاری اصلی در نظام سیاسی دولت محلی نوردراین-وستفالن است. مهم‌ترین وظایف آن علاوه بر تصویب قوانین، انتخاب رئیس‌الوزرا و اداره دولت است. احزاب فعلی دولت ائتلافی ایالتی از اتحادیه دموکرات مسیحی (CDU) و حزب دموکرات آزاد (FDP) تشکیل شده‌است که از ژوئن ۲۰۱۷ از کابینه رئیس‌الوزرای ایالتی آرمین لاشت حمایت می‌کنند.
آخرین انتخابات ایالتی در ۱۴ مه ۲۰۱۷ برگزار شد.

## قوه مقننه
مجلس ایالتی، نهاد قانونگذاری دولت ایالتی است. این مجلس قوانینی را که در حیطه اختیارات قانونگذاری آن است، وضع می‌کند یا تغییر می‌دهد، که شامل تنظیم آموزش، امور پلیس، و قوانین شهرداری می‌شود.

### فرایند قانونگذاری
لوایح قانونی می‌توانند توسط یک گروه پارلمانی (فراکسیون حزبی) یا یک گروه حداقل هفت نفره از نمایندگان به مجلس ارائه شود. علاوه بر این، خود دولت ایالتی می‌تواند طرح‌های لایحه مربوطه را برای بررسی به پارلمان بیاورد. در عمل، اکثر طرح‌های لایحه از دولت ایالتی نشات می‌گیرند. این لوایح، در بیشتر موارد پیشنهادهایی هستند که به صورت مکتوب ارائه می‌شوند. آنها ابتدا توسط نمایندگان خوانده می‌شوند و قبل از اینکه به کمیته خاص خود در پارلمان ایالتی فرستاده شوند در یک مجمع مشاوره که حضور در آن برای تمام نمایندگان آزاد است، مورد بحث قرار می‌گیرند. در صورت لزوم، طرح پیشنهادی لوایح به کارشناسان خارج از پارلمان که با گروه‌های لابی در تماس هستند و افرادی که مستقیماً از تصویب این لایحه متأثر می‌شوند، تحویل داده می‌شود. سپس کمیسیون‌های خاص پارلمان لایحه اصلاح شده را با تصمیمات پیشنهادی برای قرائت دوم به صحن علنی مجلس به تصویب خواهند رساند. در این مرحله نمایندگان مجلس مجدداً پیشنهاداتی در خصوص این لایحه ارائه می‌دهند. هر یک از اعضا توانایی ارائه پیشنهاد برای تغییر لایحه را دارد و پس از آن، مجمع در مورد هر اصلاحیه پیشنهادی به صورت جداگانه رای می‌دهد تا در نهایت در مورد کل لایحه رای‌گیری شود. لوایح با اکثریت آرا تصویب می‌شوند، زیرا قانون اساسی به معیارهای سخت گیرانه تری برای تصویب نیاز ندارد. مجلس با روند تصمیم‌گیری به حد نصاب عمل می‌کند، به این معنی که فقط نیمی از اعضای قانونی آن باید در آن حضور داشته باشند. اصلاحات قانون اساسی و بودجه باید به جای دو مورد استاندارد، سه بار مراحل مشورتی را طی کند. برای هر مجلس پیشنهادی، یک قرائت سوم، مشورت، یا مشاوره کمیته می‌تواند توسط یک حزب یا حداقل یک چهارم از مجلس درخواست شود. در انتها، رئیس مجلس قوانین و لوایح جدید تصویب شده را به رئیس‌الوزرا تحویل می‌دهد و رئیس‌الوزرا به عنوان رئیس دولت ایالتی نوردراین-وستفالن، آن را به عنوان بخشی از وظایف خود امضا کرده و منتشر می‌کند. این قوانین جدید، پس از ثبت در کتاب قانون و مقررات مربوط به ایالت نوردراین-وستفالن (Gesetz- und Verordnungsblatt für das Land Nordrhein-Westfalen) لازم الاجرا می‌شوند.

### رئیس مجلس

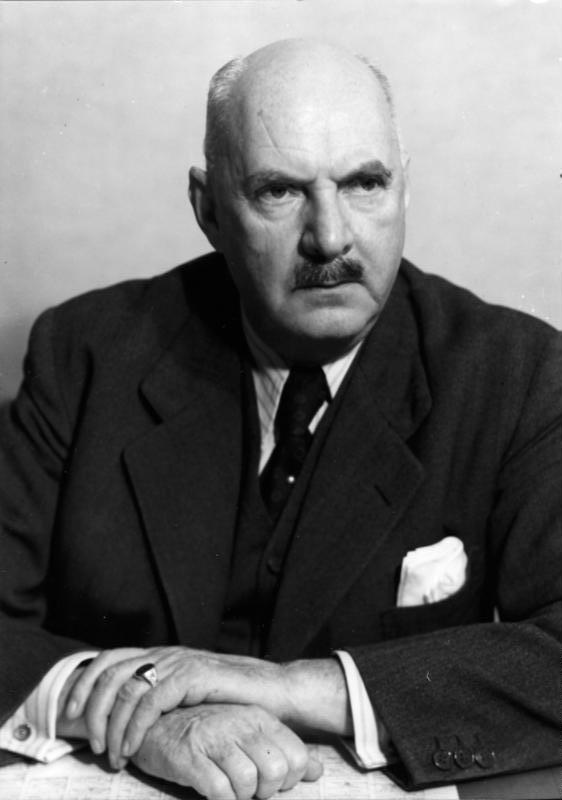
روبرت لر

ریاست پرزیدیوم بر عهده رئیس مجلس (Landtagspräsident) است که از میان رده‌های رهبری پارلمان انتخاب می‌شود. به‌طور کلی، رئیس مجلس عضوی از بزرگترین حزب سیاسی تشکیل دهنده دولت ایالتی است. افراد زیر از زمان تشکیل جمهوری فدرال آلمان، رئیس مجلس ایالتی نوردراین وستفالن بوده‌اند:
| رئیس‌جمهور         | حزب | شروع           | تا زمان        |
| ----------------- | --- | -------------- | -------------- |
| ارنست گنوس        | SPD | ۱۰ فوریه ۱۹۴۶  | ۱۹ دسامبر ۱۹۴۶ |
| روبرت لر          | CDU | ۱۹ دسامبر ۱۹۴۶ | ۱۹ آوریل ۱۹۴۷  |
| یوزف گوکلن        | CDU | ۱۹ آوریل ۱۹۴۷  | ۱۲ ژوئن ۱۹۵۸   |
| ویلهلم یونن       | CDU | ۱۳ ژانویه ۱۹۵۹ | ۱۹ آوریل ۱۹۶۶  |
| یوزف هرمان دوفهوز | CDU | ۱۹ آوریل ۱۹۶۶  | ۲۳ ژوئیه ۱۹۶۶  |
| جان فان نس زیگلر  | SPD | ۲۵ ژوئیه ۱۹۶۶  | ۲۵ ژوئیه ۱۹۷۰  |
| ویلهلم لنتس       | CDU | ۲۷ ژوئیه ۱۹۷۰  | ۲۸ مه ۱۹۸۰     |
| جان فان نس زیگلر  | SPD | ۲۹ مه ۱۹۸۰     | ۲۹ مه ۱۹۸۵     |
| کارل یوزف دنتسر   | SPD | ۳۰ مه ۱۹۸۵     | ۲۹ مه ۱۹۹۰     |
| اینگبورگ فریبه    | SPD | ۳۱ مه ۱۹۹۰     | ۳۱ مه ۱۹۹۵     |
| اولریش اشمیت      | SPD | ۱ ژوئن ۱۹۹۵    | ۲ ژوئن ۲۰۰۵    |
| رگینا فان دینتر   | CDU | ۸ ژوئن ۲۰۰۵    | ۹ ژوئن ۲۰۱۰    |
| ادگار مورون       | SPD | ۱۰ ژوئن ۲۰۱۰   | ۱۳ ژوئیه ۲۰۱۰  |
| اکهارد اولنبرگ    | CDU | ۱۳ ژوئیه ۲۰۱۰  | ۳۱ مه ۲۰۱۲     |
| کارینا گودکه      | SPD | ۳۱ مه ۲۰۱۲     | ۱ ژوئن ۲۰۱۷    |
| آندره کوپر        | CDU | ۱ ژوئن ۲۰۱۷    |                |

1. ↑  بعد از انتخابات پارلمانی در روز ۹ مه ۲۰۱۰، انتخابات برای تعیین رئیس مجلس تا ۱۳ ژوئیه آن سال صورت نگرفت. در نشست افتتاحیه مجلس در روز ۹ ژوئن ۲۰۱۰، رئیس مجلس قبلی رگینا فان دینتر قرار شد که تا زمان انتخابات رئیس جدید به کارش ادامه دهد. مطابق پاراگراف ۲ قانون اساسی ایالتی[۴] که تصریح می‌کند رئیس قبلی تا زمان تعیین رئیس جدید می‌تواند بر سرکار باقی بماند. با این حال، فان دینتر عضوی از مجلس جدید نبود و دوره نمایندگی‌اش در همان روز به پایان می‌رسید.[۵] در رسانه‌ها، از تأخیر در انتخابات رئیس مجلس با عنوان خودکشی پارلمانی یاد شده بود.[۶]